# Hovorestenia humeralis
Hovorestenia humeralis là một loài bọ cánh cứng trong họ Cerambycidae.